# Shorttrack-Weltcup
Der Shorttrack-Weltcup (offiziell: ISU World Cup Short Track) ist die höchste über den Winter ausgetragene Wettkampfserie im Shorttrack. Seit 1998 werden die Rennen von der Internationalen Eislaufunion (ISU) organisiert, dabei gab es von Anfang an sowohl Männer- als auch Frauenwettbewerbe. Disziplinenweltcupsieger werden über 500 Meter, 1000 Meter und 1500 Meter sowie in der Staffel gekürt, vor der Saison 2006/07 gab es außerdem einen Mehrkampf-Weltcup.

## Strecken
Der Shorttrack-Weltcup wird auf drei unterschiedlichen Einzeldistanzen veranstaltet, auf denen jeweils die gleiche Anzahl von Wettkämpfen stattfindet. Dazu kommen noch eine Männer-, eine Frauen- sowie eine Mixed-Staffel.

### Einzeldisziplinen

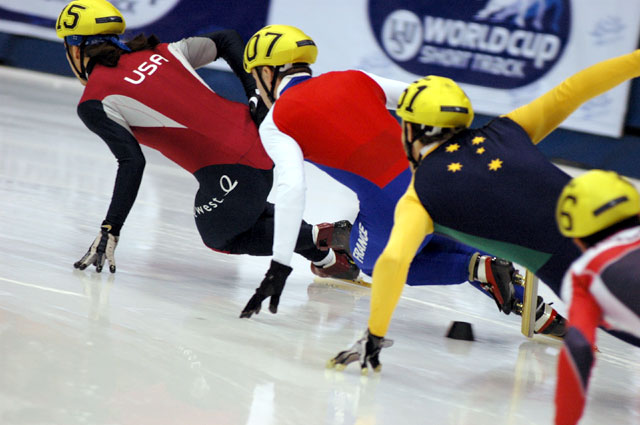
Shorttrack-Weltcup im Jahr 2004

Sowohl für Frauen als auch für Männer gibt es drei unterschiedliche Distanzen. Dabei handelt es sich um die 500 Meter, die 1000 Meter sowie die 1500 Meter. Da sich die Streckenlängen nicht so deutlich wie beim Eisschnelllauf unterscheiden, haben sich zwar Spezialisten für den Sprint und für die längeren Strecken herausgearbeitet, dennoch starten fast alle Athleten auf allen drei Distanzen.
Anders als bei den Großereignissen (Europameisterschaften, Weltmeisterschaften) wird im Weltcup seit 2006/07 kein 3000-Meter-Rennen und kein Allround-Wettbewerb (Mehrkampf) ausgetragen, bei dem die Ergebnisse aller Strecken addiert werden.
Bis einschließlich der Saison 2005/06 wurden in nichtolympischen Wintern sechs Weltcuprennen pro Distanz veranstaltet, anschließend acht.

### Staffel und Team

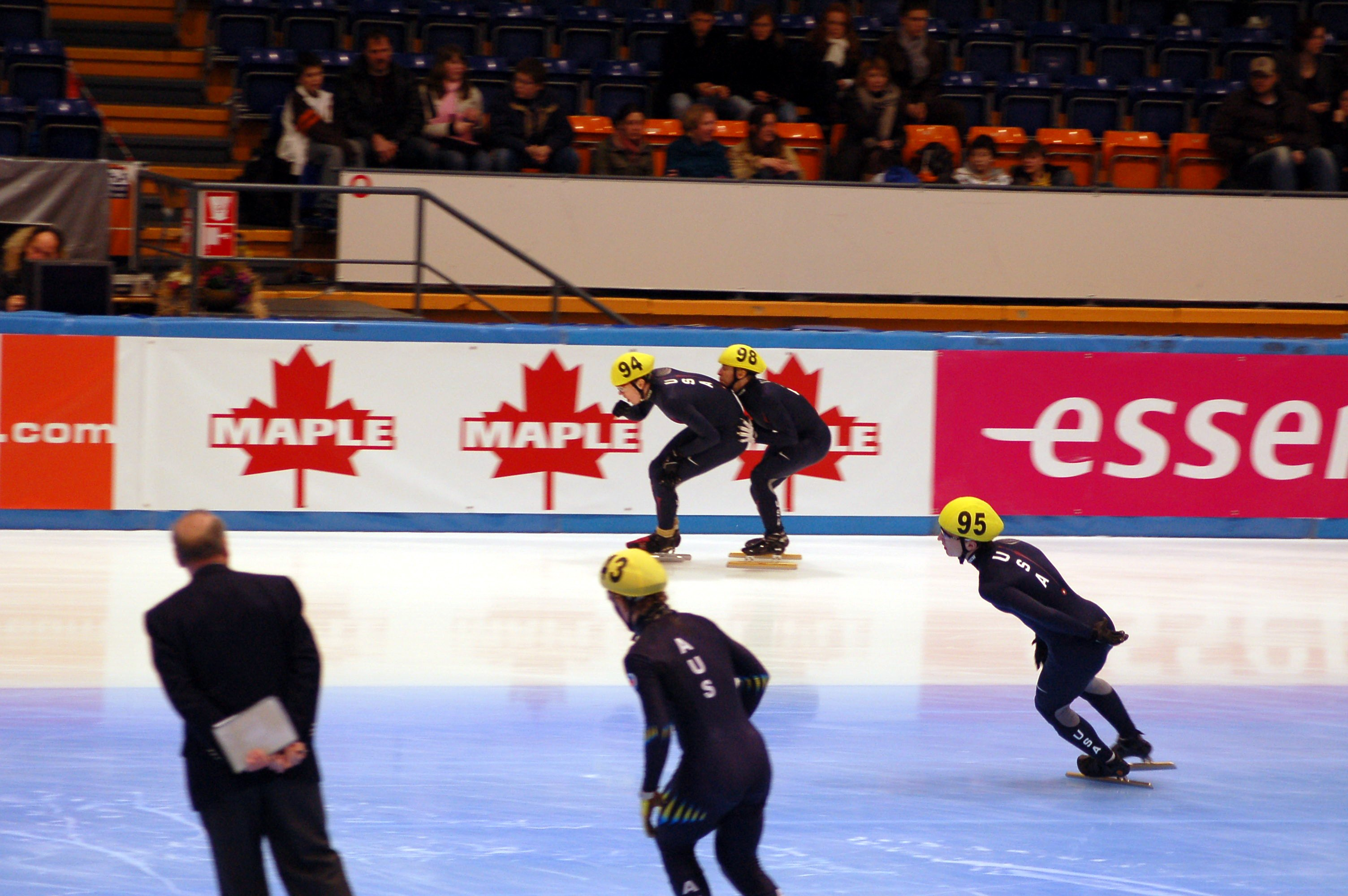
Eine amerikanische Shorttrack-Staffel bei einem Weltcup im Jahr 2007

Die Staffelwettbewerbe werden als einzige Shorttrack-Disziplin bei Männern und Frauen unterschiedlich ausgetragen. Hier laufen die Männer über 5000 Meter, während die Distanz für die Frauen nur 3000 Meter beträgt. Auch bei Staffelwettkämpfen gibt es eine eigene Weltcupwertung, zu der allerdings nur sechs Rennen gehören, da hier am alten Rhythmus, nach dem ein Rennen bei einem Weltcup ausgetragen wird, festgehalten wurde.
Seit der Saison 2019/20 findet neben den getrennten Männern- und Frauenstaffeln zusätzlich eine Mixed-Staffel je Station im Rahmen des Weltcups statt, bei der die Athletinnen und Athleten eine Gesamtdistanz von 2000 Metern laufen.

## Organisation
Der Shorttrack-Weltcup findet seit der ersten Austragung jährlich jeweils an sechs Orten statt, mit Ausnahme der olympischen Winter, in denen es im Regelfall nur vier Weltcupstationen gibt. Nicht in die Weltcupwertungen fließen die Großereignisse, also Weltmeisterschaften und Olympische Spiele, ein.
An einer Weltcupstation finden meistens pro Geschlecht fünf Rennen statt, drei Einzelstrecken, davon abwechselnd je eine doppelt, sowie der Staffelwettkampf. Hinzu kommt eine Mixed-Staffel.
Bei den Veranstaltungsorten wird fast immer gleiche Rücksicht auf die drei Kontinente mit dem meisten Erfolg im Shorttrack genommen, normalerweise finden je zwei der sechs Weltcups in (Ost-)Asien, Europa sowie Nordamerika statt, dabei ist die Reihenfolge nicht festgelegt, nur bildeten die beiden europäischen Weltcups nie den Saisonauftakt. Während die Weltcups in Nordamerika fast in jeder Saison in Kanada und den Vereinigten Staaten stattfinden, gab es bereits mehr als zehn unterschiedliche europäische Austragungsorte. Deutschland richtete in der Saison 2010/11 erstmals einen Weltcup aus. In Asien hatte China bis 2018 in jeder Saison mindestens ein Weltcuprennen, daneben wechselten sich Südkorea und Japan ab.
Zweimal kam es vor, dass ein Land zwei Weltcups ausrichtete, dies betraf einmal China und einmal Kanada. Dazu fielen in der Saison 2009/10 aufgrund der Olympischen Spiele beide europäischen Weltcups aus, in den Saisons 2005/06, 2013/14 und 2017/18 betraf es aus gleichem Grund beide amerikanischen Weltcups, ebenso in der Saison 2001/02.

## Punktesystem
Seit der ersten Weltcupaustragung wechselte das Punktesystem mehrfach. Zum Anfang gab es nur 25 Punkte für den Sieger, ab der Saison 2002/03 dann 50 und ab der Saison 2005/06 100 Zähler. Bis dahin blieb jedoch gleich, dass die Punkteanzahl nach hinten um je einen Punkt pro Platz abnahm, dies änderte sich erst ab der Saison 2007/08. Das heute gültige Punktesystem sieht vor, dass der Erstplatzierte eines Shorttrack-Weltcuprennens 10000 Punkte erhält und jeder nachfolgende Athlet jeweils 80 % der Punktzahl des vor ihm Platzierten.

### Punkteverteilung
| Punkteverteilung seit der Saison 2013/14 | Punkteverteilung seit der Saison 2013/14 | Punkteverteilung seit der Saison 2013/14 | Punkteverteilung seit der Saison 2013/14 | Punkteverteilung seit der Saison 2013/14 | Punkteverteilung seit der Saison 2013/14 | Punkteverteilung seit der Saison 2013/14 | Punkteverteilung seit der Saison 2013/14 | Punkteverteilung seit der Saison 2013/14 | Punkteverteilung seit der Saison 2013/14 | Punkteverteilung seit der Saison 2013/14 | Punkteverteilung seit der Saison 2013/14 | Punkteverteilung seit der Saison 2013/14 | Punkteverteilung seit der Saison 2013/14 | Punkteverteilung seit der Saison 2013/14 | Punkteverteilung seit der Saison 2013/14 | Punkteverteilung seit der Saison 2013/14 | Punkteverteilung seit der Saison 2013/14 | Punkteverteilung seit der Saison 2013/14 | Punkteverteilung seit der Saison 2013/14 | Punkteverteilung seit der Saison 2013/14 | Punkteverteilung seit der Saison 2013/14 | Punkteverteilung seit der Saison 2013/14 |
| ---------------------------------------- | ---------------------------------------- | ---------------------------------------- | ---------------------------------------- | ---------------------------------------- | ---------------------------------------- | ---------------------------------------- | ---------------------------------------- | ---------------------------------------- | ---------------------------------------- | ---------------------------------------- | ---------------------------------------- | ---------------------------------------- | ---------------------------------------- | ---------------------------------------- | ---------------------------------------- | ---------------------------------------- | ---------------------------------------- | ---------------------------------------- | ---------------------------------------- | ---------------------------------------- | ---------------------------------------- | ---------------------------------------- |
| Platzierung                              | 1                                        | 2                                        | 3                                        | 4                                        | 5                                        | 6                                        | 7                                        | 8                                        | 9                                        | 10                                       | 11                                       | 12                                       | 13                                       | 14                                       | 15                                       | 16                                       | 17                                       | 18                                       | 19                                       | 20                                       | 21                                       | 22                                       |
| Punkte                                   | 10000                                    | 8000                                     | 6400                                     | 5120                                     | 4096                                     | 3277                                     | 2621                                     | 2097                                     | 1678                                     | 1342                                     | 1074                                     | 859                                      | 687                                      | 550                                      | 440                                      | 352                                      | 281                                      | 225                                      | 180                                      | 144                                      | 115                                      | 92                                       |

| Platzierung | 23 | 24 | 25 | 26 | 27 | 28 | 29 | 30 | 31 | 32 | 33 | 34 | 35 | 36 | 37 | 38 | 39 | 40 | 41 | 42 | 43 | 44 |
| Punkte      | 74 | 59 | 47 | 38 | 30 | 24 | 19 | 15 | 14 | 13 | 12 | 11 | 10 | 9  | 8  | 7  | 6  | 5  | 4  | 3  | 2  | 1  |

Damit wird der Sieger besonders stark belohnt. Wenn früher ein Athlet bei drei Rennen siegte und bei den restlichen nicht an den Start ging, hatte er schlechte Chancen im Gesamtweltcup, heute würde er sich weit vorne platzieren.

### Streichergebnisse
Im Unterschied zu anderen Weltcups gibt es im Shorttrack Streichresultate. Bis zur Saison 2005/06 wurden jeweils nur vier Rennen am Ende der Saison in den jeweiligen Weltcups gewertet, sodass mehrfach der Weltcupstand am Ende der Saison nicht mit der tatsächlichen Punktzahl übereinstimmte. Fünfmal änderte sich so die Overall-Gesamtwertung, in der Saison 1998/99 fiel die Punktbeste, Amy Peterson, sogar auf den sechsten Rang zurück, auch in den darauffolgenden Saisons veränderte sich das Gesamtergebnis in einigen Weltcups. Seitdem es acht Rennen in der Saison in jedem Disziplinenweltcup gibt, werden sechs davon gewertet, sodass es mittlerweile nicht mehr so viele Abweichungen wie früher gibt.

## Regeländerungen
Neben den Änderungen am Punktesystem wurden häufig weitere Regelreformen durchgeführt. Eine der deutlichsten fand vor der Saison 2006/07 statt. Dabei wurde neben Veränderungen im Zeitplan auch die Streichung des Mehrkampfes beschlossen, zudem fanden nun neben den A-Finals auch B-Finals statt. Außerdem gab es von dort an acht Wettkämpfe pro Einzeldisziplin.
Auch zuvor und danach wurden die Regeln mehrmals reformiert, dies betraf dann jedoch häufiger das Punktesystem.

## Erfolgreichste Athleten

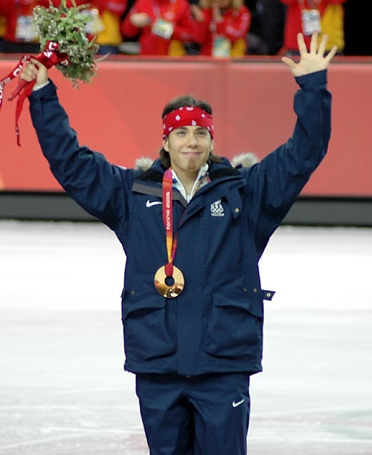
Apolo Anton Ohno, dreimaliger Overall-Weltcupsieger

Da es im Shorttrack Disziplinenweltcups gibt, kann man schlecht von einem erfolgreichsten Athleten im Weltcup sprechen. Während bei den Herren Apolo Anton Ohno dreimal den Overall-Weltcup und sechs Einzelweltcups gewinnen konnte, ist bei den Damen Yang Yang (A) eine der erfolgreichsten Sportlerinnen. Sie gewann viermal den Overall-Gesamtweltcup und dazu sieben Einzelweltcups. Bei den Damen triumphieren im Weltcup fast ausschließlich Chinesinnen und Südkoreanerinnen, bei den Herren kommen zu diesen Nationen noch die Amerikaner durch Ohno und die Kanadier sowie Italiener hinzu.
Die ISU führt am Ende der Saison 2021/22 als Athleten mit den meisten Weltcupsiegen die Chinesinnen Wang Meng mit 82 Erfolgen und Yang Yang (A) mit 68 Erfolgen. Bei den Männern stehen Wiktor Ahn und Apolo Anton Ohno mit 64 beziehungsweise 57 Weltcupsiegen an der Spitze der Liste.